# روجر غرايمز
روجر غرايمز هو سياسي كندي، ولد في 2 مايو 1950 في كندا. حزبياً، نشط في الحزب الليبرالي في نيوفندلاند ولابرادور ‏. وقد انتخب عضو المجلس النيابي لنيوفندلاند ولابرادور ‏ (20 أبريل 1989 – 30 مايو 2005) وانتخب Premier of Newfoundland and Labrador ‏ (13 فبراير 2001 – 6 نوفمبر 2003).